# 阿明·拉舍特

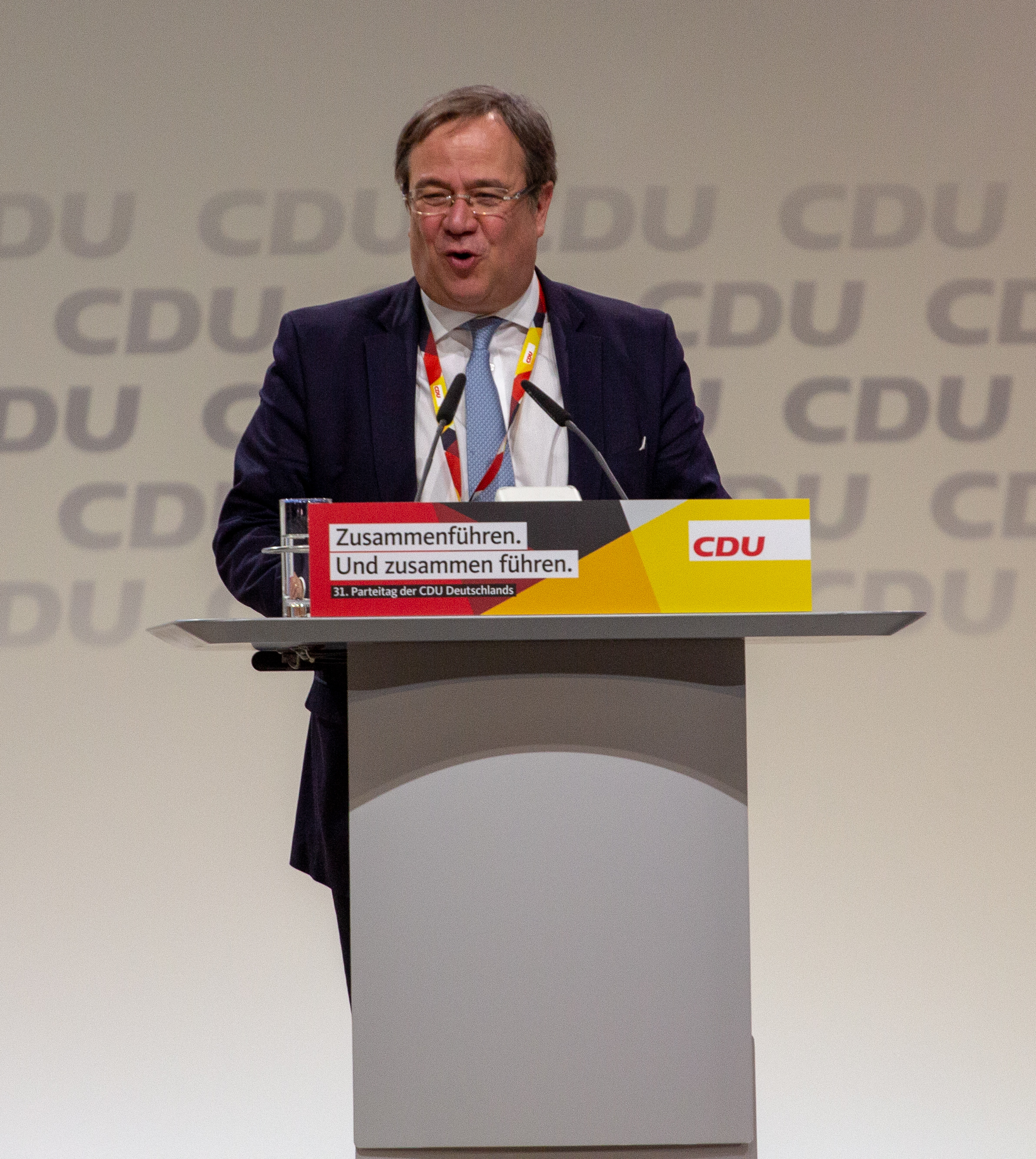
2018-12-07 Armin Laschet CDU Pateitag in Hamburg-2494

阿明·拉舍特（德語：Armin Laschet，德語發音：[ˈaʁmiːn ˈlaʃət] ⓘ；1961年2月18日—），德國政治家，曾擔任德國基督教民主聯盟主席、德國聯邦議院及歐洲議會議員。2005年起至今擔任多項北莱茵-威斯特法伦公職及黨務，曾於2005年至2010年擔任州內家庭部長。2012年起擔任基民盟州主席，翌年更成為基民盟州議會黨團主席。2017年6月27日成為第11任北莱茵-威斯特法伦州長。2021年1月16日經第二輪黨內選舉，當選德國基民盟黨魁。2021年4月20日，联盟党宣布其为2021年德国联邦议院选举的总理候选人，後因該屆議院選舉敗選而辭去基民盟黨主席。

## 個人背景
拉舍特生於1961年2月18日，定居阿亨的羅馬天主教家庭，為家中四子中之長子。父親原本是一名煤礦工人，1960年代中期轉職成為教師，後來更成為阿亨一間小學的校長。母親則是一名家庭主婦，除負責拉舍特起居飲食外，更鼓勵他參與當地教會的活動，包括少年崇拜及教會合唱團。
拉舍特與比利時關係密切，其家族來自瓦隆大區。祖父於1920年代，從比利時移居阿亨，與比利時裔的祖母在德國傳宗接代。至今拉舍特仍定期到訪比利時，與其親戚會面。
拉舍特先後入讀慕尼黑大學及波恩大學，主修法學及国家学（Staatswissenschaften），並於1987年在科隆通過國家司法考試。畢業後接受職業培訓，在巴伐利亞廣播公司任職自由記者。1995年至1999年期間，拉舍特出任艾因哈德出版社（Einhard-Verlag）的行政總裁。

## 家庭
拉舍特1985年5月与苏珊娜（Susanne）结婚，而苏珊娜出生於1962年，婚前姓Malangré， 他们是青梅竹馬，从小学开始就认识，現养育两个儿子一个女儿。拉舍特信仰天主教。

## 從政生涯

### 市議會、聯邦議會及歐洲議會議員
1979年，拉舍特加入德國基督教民主聯盟，並於1989年，以28歲之齡晉身成為阿亨市議會議員。1994年首次代表黨參與德國聯邦議院選舉，以46.2%得票率，成為第13屆德國國會議員。1998年競逐連任，惟敗於德國社會民主黨的候選人。
拉舍特於2003年以歐洲人民黨黨員身份，當選歐洲議會議員，直到2005年為止。在任時主要關注歐盟外交政策、預算及國際關係議題。

### 北萊茵-西法倫州

#### 北萊茵-西法倫政府部長
2005年6月，拉舍特出任當屆北萊茵-西法倫政府世代、家庭、女性及統合部長一職（Minister für Generationen, Familie, Frauen und Integration）。他稱該部門應強調人口結構的改變，故部門名稱以「世代」為首，並加入「統合」一詞。在任期間，拉舍特表現出與移民社區關係良好的一面。2009年曾在鏡頭前，到訪一間土耳其美髮店剪頭髮，並出版一本名為《崛起的共和國：移民視為一個機會》（Die Aufsteigerrepublik: Zuwanderung als Chance）的書。因此拉舍特在黨內獲得了「土耳其人阿明」的綽號。 2010年更兼任州內聯邦事務、歐洲及傳訊部長（Minister für Bundesangelegenheiten,  Europa und Medien）。

#### 北萊茵-西法倫州議會議員
自2010年起，拉舍特擔任北萊茵-西法倫州議會議員。2010年州議會選舉，拉舍特首次當選進入議會。2013年12月成為基民盟州議會黨團主席。2017年州議會選舉中，拉舍特出選阿亨（二）選區。在直選以35.8%得票率勝出，成功連任。

#### 北萊茵-西法倫州長
2017年6月26日，基民盟與德國自由民主黨決定組成聯合政府。翌日拉舍特在兩黨支持下，獲得過半數選票，宣誓成為北萊茵-西法倫州長。

### 基民盟黨務

#### 北萊茵-西法倫基民盟主席
拉舍特曾兩次競逐北萊茵-西法倫基民盟主席。2010年10月31日，他以得票率45.2%敗於對手，時任聯邦環境部長諾伯特·洛特根。然而基民盟於2012年州議會選舉中大敗，因此洛特根引咎辭職。2012年6月，拉舍特在州內黨代表大會中，以約八成得票率當選主席。同年在德國基民盟黨大會中，與烏爾蘇拉·馮德萊恩等人當選德國基民盟副主席。

#### 競選德國基民盟黨魁
2021年1月16日，拉舍特在德國基民盟黨代表大會中，競逐黨魁一職。最終在第二輪線上投票中，以566票擊敗對手弗里德里希·默茨，成為新一任基民盟黨魁。7月访问水灾灾区埃尔夫特施塔特时，拉舍特被媒体拍到开怀大笑的画面，引发多方挞伐。在其任內，基民盟出現諸多爭議，民意出现严重下滑，支持度被德国社会民主党反超。其後因基民盟在2021年議院選舉敗選而辭去基民盟黨魁。